# Rick Adduono
Richard Norman „Rick“ Adduono (* 25. Januar 1955 in Fort William, Ontario) ist ein ehemaliger kanadischer Eishockeyspieler und -trainer. Der Stürmer absolvierte unter anderem ein Spiel für die Boston Bruins und drei Partien für die Atlanta Flames in der National Hockey League (NHL) sowie 80 Begegnungen für die Birmingham Bulls in der World Hockey Association (WHA). Als Coach war er hauptsächlich in der ECHL sowie für die Iserlohn Roosters und Krefeld Pinguine in der Deutschen Eishockey Liga (DEL) tätig.

## Karriere als Spieler
Nach Anfängen in der Thunder Bay Junior A Hockey League kam Rick Adduono im Jahr 1972 zu den St. Catharines Black Hawks in die Juniorenliga der Ontario Hockey Association (OHA). Drei Jahre später zogen ihn die Boston Bruins im NHL Amateur Draft an insgesamt 60. Stelle und die San Diego Mariners an insgesamt 27. Stelle beim WHA Amateur Draft. In der darauffolgenden Saison stieg er in die Organisation der Boston Bruins ein. Der Center verbrachte den Großteil der Saison bei den Rochester Americans, dem Farmteam in der American Hockey League (AHL), kam aber auch zu seinem ersten und einzigen NHL-Einsatz für Boston.
Nach zwei weiteren Jahren mit den Americans spielte Adduono in der Saison 1978/79 in der World Hockey Association (WHA) für die Birmingham Bulls. Nach dem Aus der WHA als Konkurrenzliga zur NHL blieb er auch in der Central Hockey League (CHL) bei den Bulls. Zugleich stand er in der Saison 1979/80 noch dreimal für die Atlanta Flames auf NHL-Eis.
In der Saison 1980/81 spielte der Linksschütze bei den New Haven Nighthawks in der AHL. Zwischendurch heuerte er aber auch für neun Spiele in Österreich an und verstärkte den Klagenfurter AC. Nach fünf Partien für die Fredericton Express in der AHL beendete er in der Spielzeit 1981/82 seine Karriere.

### Erfolge und Auszeichnungen
- 1974 J.-Ross-Robertson-Cup-Gewinn mit den St. Catharines Black Hawks
- 1974 Eddie Powers Memorial Trophy (gemeinsam mit Jack Valiquette)
- 1978 John B. Sollenberger Trophy (gemeinsam mit Gord Brooks)
- 1978 AHL Second All-Star Team

### Karrierestatistik
(Legende zur Spielerstatistik: Sp oder GP = absolvierte Spiele; T oder G = erzielte Tore; V oder A = erzielte Assists; Pkt oder Pts = erzielte Scorerpunkte; SM oder PIM = erhaltene Strafminuten; +/− = Plus/Minus-Bilanz; PP = erzielte Überzahltore; SH = erzielte Unterzahltore; GW = erzielte Siegtore; 1 Play-downs/Relegation; Kursiv: Statistik nicht vollständig)

## Trainerkarriere
Rick Adduonos Trainerkarriere begann im Juniorenbereich. Zwischen 1990 und 1995 arbeitete er bei den Thunder Bay Flyers in der United States Hockey League (USHL). Im Jahr 1995 wechselte er in die East Coast Hockey League (ECHL), in der er fast durchgängig bis 2007 tätig blieb. Nach drei Jahren als Co-Trainer wurde er zur Saison 1998/99 zum Headcoach und „Director of Hockey Operations“ der South Carolina Stingrays befördert. In seine vierjährige Amtszeit fiel deren größter Triumph, der Gewinn des Kelly Cups in der Saison 2000/01. Weitere Stationen in der ECHL waren die Greensboro Generals (2002 bis 2004), Pensacola Ice Pilots (2005/06) und Long Beach Ice Dogs (2006/07), nur unterbrochen von einem Jahr bei den Port Huron Beacons in der United Hockey League (UHL).
Im Jahr 2007 heuerte Adduono bei den Iserlohn Roosters aus der Deutschen Eishockey Liga (DEL) an. Schon ein Jahr zuvor war er dort im engsten Kandidatenkreis vertreten. Er führte die Roosters in der Tabelle auf den fünften Platz und somit zur ersten Playoff-Teilnahme in der DEL. Daraufhin wurde er in Iserlohn zum Trainer des Jahres 2007 gewählt. Zudem wurde er gemeinsam mit Karel Lang vom EV Duisburg zum Trainer für das DEL Allstar-Game 2008 gewählt. Nach der Saison konnte er sich mit der Clubführung nicht auf einen neuen Vertrag einigen, so dass Adduono Iserlohn bereits nach einer Saison wieder verließ.
Am 11. Dezember 2009 unterschrieb Adduono einen Vertrag bei den Krefeld Pinguinen. In der Saison 2013/14 schlossen die Pinguine unter seiner Leitung die DEL-Hauptrunde auf dem zweiten Platz ab und Adduono erhielt anschließend die Auszeichnung als DEL-Trainer des Jahres. Er blieb Trainer der Pinguine bis Anfang November 2015, als er von seinem Posten zurücktrat. Er war zu diesem Zeitpunkt der dienstälteste Trainer der DEL. Anschließend war er Berater bei den Pinguinen und übernahm am 19. Dezember 2016 wieder das Cheftraineramt, nachdem sich der Verein von Franz-David Fritzmeier getrennt hatte. Seine Amtszeit als Krefelder Trainer endete mit dem Abschluss der Spielzeit 2017/18, in der die Pinguine unter seiner Leitung die Hauptrunde als Tabellenschlusslicht beendet hatten. Er blieb der Mannschaft als Berater und Scout erhalten.

### Erfolge und Auszeichnungen
- 2001 Kelly-Cup-Gewinn mit den South Carolina Stingrays
- 2007 Iserlohns Trainer des Jahres
- 2008 Teilnahme am DEL All-Star Game
- 2014 DEL-Trainer des Jahres